# Vác FC
Le Dunakanyar-Vác FC est un club hongrois de football basé à Vác. Le Hongrois Attila Burzi est actuellement l'entraineur depuis juillet 2019.
Le club a connu ses meilleurs jours dans la première moitié des années 1990 car entre 1991 et 1995 Vác parvient chaque fois à se qualifier pour une compétition européenne de la saison suivante (1991 à 1993 : qualifié pour le premier tour de la coupe UEFA, en 1994 cette équipe participa (contre le Paris Saint-Germain) dans le tour qualificatif de la Ligue des Champions (ayant remporté le Championnat hongrois de la saison 1993-1994, et en 1995 ils profitent du doublé de Ferencváros pour les remplacer dans le tour qualificatif du Trophée des Vainqueurs des Coupes en étant le finaliste battu de la Coupe de Hongrie 1994-1995). Toutefois, comme en Ligue des Champions une année plus tôt le tour qualificatif du Trophée des Vainqueurs des Coupes ne devient pas seulement l'entrée mais aussi la sortie pour ce représentant hongrois. Ce club s'inclina face au Sileks Kratovo qui venait de participer à une compétition officielle de l'UEFA pour la toute première fois, et cette élimination marqua la dernière fois que Vàc ait joué en Europe.

## Historique
- 1899 : fondation du club sous le nom de Váci Városi SE
- 1949 : le club est renommé Váci DTK
- 1951 : le club est renommé Váci Vörös Lobogó SE
- 1955 : le club est renommé Váci Petöfi SE
- 1955 : le club est renommé Váci Bástya SE
- 1957 : le club est renommé Váci SE
- 1958 : le club est renommé Váci Petöfi SE
- 1961 : le club est renommé Váci Városi SE
- 1961 : le club est renommé Váci Vasas SE
- 1965 : le club est renommé Váci SE
- 1970 : le club est renommé Váci Hiradás Vasas SE
- 1980 : le club est renommé Váci Izzó MTE
- 1987 : le club est renommé Vasas Izzó SC
- 1992 : le club est renommé Váci FC Samsung
- 1997 : le club est renommé Váci FC Zollner
- 2001 : dissolution du club et refondation sous le nom de Váci VLSE
- 2003 : le club est renommé Dunakanyar-Vác FC
- 2007 : le club est renommé Vác-Újbuda LTC